# باربارا براندن
باربارا براندن (بالإنجليزية: Barbara Branden)‏‏ (14 مايو 1929 في وينيبيغ - 11 ديسمبر 2013 في لوس أنجلس) كاتِبة، وكاتبة سير من كندا.

## حياتها
ولدت باربارا وايدمان في وينيبيغ، والتقت ناثانيال براندن بسبب اهتمامهما المشترك بأعمال آين راند. وأصبحا صديقين شخصيين لراند في عام 1950، وعندما تزوجا في عام 1953 كانت راند وزوجها فرانك أوكونور إشبينيهما. وقد حصلت على درجة الماجستير في الفلسفة، وألفت أطروحة عن الإرادة الحرة، تحت إشراف سيدني هووك في جامعة نيويورك. وأصبح ناثانيال وباربارا براندن عضوين مؤسسين لحركة الموضوعية التي سعت إلى تعزيز أفكار راند.
في عام 1954 بدأ ناثانيال براندن علاقة رومانسية سرية براند بمعرفة الأزواج. واستمرت هذه العلاقة لمدة ثلاث سنوات. في حين كان الزوجان باربارا براندن وفرانك أوكونور على علم بالعلاقة وقبلاها ظاهريًا، قالت براندن لاحقًا إنها أدت إلى «سنوات من الألم» و«الضرر الهائل»، ووصفتها «بالتضحية».
شاركت باربارا وناثانيال براندن في تأليف كتاب من هي آين راند؟ في عام 1962. وكان مقال باربارا براندن في الكتاب هو أول سيرة ذاتية لراند. وعندما كتبتها باربارا، اعتبرتها راند واحدة من أهم أنصار الموضوعية.
عملت كمديرة تنفيذية لمعهد ناثانيال براندن، وألقت سلسلة من المحاضرات حول «مبادئ التفكير الفعال».
في عام 1968 أنهت راند ارتباطها بناثانيال براندن بعد أن اكتشفت أنه انخرط بعلاقة بالممثلة باتريشيا سكوت قبل أكثر من أربع سنوات، ونأت بنفسها أيضًا عن باربارا براندن لإخفائها هذه الحقيقة عنها. وتظل تفاصيل هذه الأحداث مثيرة للجدل.
في عام 1986 نشرت باربارا براندن سيرة ذاتية أخرى لراند بعنوان آلام آين راند. تسبب الكتاب الذي كتب بعد وفاة راند في عام 1982 في حدوث خلاف بين أتباع راند لأنه لم يذكر فقط أن راند وناثانيال براندن كانا عاشقين، بل إن راند انفصلت عنهما عندما علمت بعلاقته بالممثلة سكوت. وكانت راند قد ادعت سابقًا أن الصداقة انتهت بسبب أمور أخرى، لكن الرسائل في تركتها أكدت رواية باربارا براندن للسبب. وقد جرى تحويل الكتاب إلى فيلم سينمائي حائز على جائزة إيمي في عام 1999، من بطولة هيلين ميرين في دور راند وإريك ستولتز في دور براندن وجولي دلبي في دور باربارا.
ساهمت في كتابة المقال الرئيسي «آين راند: النسوية المترددة» في مختارات التفسيرات النسوية لآين راند، حيث زعمت أن الطريقة التي عاشت بها راند حياتها جعلتها بيانًا نسويًا، حتى مع وجود خلافات بين راند والنسوية. وانفصلت باربارا براندن عن ابن عمها ليونارد بيكوف، الوريث الفكري والقانوني الذي اختارته راند بعد انفصالها عن ناثانيال براندن.
توفيت باربارا براندن بسبب عدوى في الرئة في لوس أنجلوس في 11 ديسمبر عام 2013. ولم تنجب أي أطفال.

## أعمالها

### الكتب
- براندن، باربارا وبراندن، ناثانيال (1964) [1962]. من هي آين راند؟ نيويورك: مكتبة بيبرباك.
- براندن، باربارا (1986). آلام آين راند. غاردن سيتي، نيويورك: دبلداي.
- براندن، باربارا (2017). فكر كما لو أن حياتك تعتمد على ذلك: مبادئ التفكير الفعال ومحاضرات أخرى. كرييتسبيس

### محاضرات
- براندن، باربارا (2007). مبادئ التفكير الفعال (10 محاضرات). أعيد إصدارها على 19 قرصًا مضغوطًا.

## روابط خارجية
- باربارا براندن على موقع الموسوعة البريطانية (الإنجليزية)